# Hermann Kienzl
Hermann Kienzl (* 22. Juni 1865 in Graz; † 13. Mai 1928 in Berlin) war ein österreichischer Schriftsteller, Journalist und Theaterkritiker.

## Leben
Hermann Kienzl war ein Sohn des Rechtsanwalts und Kommunalpolitikers Wilhelm Kienzl und Bruder des Komponisten Wilhelm Kienzl. Er studierte Philosophie und Germanistik an den Universitäten Graz, Innsbruck und Leipzig. Während seines Studiums war er 1885 Mitgründer der Burschenschaft Marcho-Teutonia Graz.
Ab 1889 war Hermann Kienzl als Redakteur und Kunstkritiker in Berlin tätig. Danach schrieb er für das Wiener Deutsche Volksblatt und das Grazer Tagblatt in Wien und Graz. Anschließend kehrte er als Redakteur nach Berlin zurück und arbeitete für die Deutsche Zeitung. Seit 1897 war er Chefredakteur des Grazer Tagblatts. Seit 1905 lebte Hermann Kienzl als freischaffender Autor in Berlin.

## Schriften (Auswahl)
Hermann Kienzl verfasste Dramen und Gedichte, sowie Schriften über das Theater und weitere Themen
Dramen und Lyrik
- Rautendelein. Die Geschichte einer Leidenschaft in Gedichten, Breslau, Schottlaender 1906. 216 Seiten.
- Auf bebender Erde: Zeitgedichte. Breslau: Schottlaender, 1915. 128 Seiten.
- Die Kammerwahl. Eine rumänische Zustandsburleske in 4 Akten. Mit Mite Kremnitz (Frei nach Ion Luca Caragiales Der verlorene Brief).  München/Berlin: G. Müller. 1917. 141 Seiten.
- Im Tal der weißen Lämmer. Dramatische Dichtung in 4 Akten. Kiel: November-Verlag, 1918–1920. 91 Seiten.
- Hahn im Dorf. Bauernkomödie in 5 Akten. Graz: Leuschner & Lubensky, 1924. 80 Seiten.

Weitere Schriften
- Dramen der Gegenwart, Graz Leuschner & Lubensky, 1905 Digitalisat
- Mit „Bildschnitzern“. Karl Schönherr und seine wichtigsten Bühnenwerke. Eine Einführung. Berlin/Leipzig: Franz Schneider, 1922. 78 Seiten.